# Выходы аркозовых песчаников
Выходы аркозовых песчаников (также Выходы породы криворожской серии докембрия в районе жилмассива ЮГОК на левом берегу р. Ингулец) — геологический памятник природы местного значения в Ингулецком районе города Кривой Рог Днепропетровской области.

## История
Объявлен объектом природно-заповедного фонда решением исполнительного комитета Днепропетровского областного совета № 391 от 22 июня 1972 года.

## Характеристика
Уникальные выходы на дневную поверхность пород нижней свиты криворожской серии докембрия в виде аркозовых песчаников на левом берегу реки Ингулец в жилом массиве ЮГОКа.
Высота обнажения над уровнем реки 15—20 м на расстоянии 540 м. Площадь 4 га.
Минеральный состав породы: полевой шпат, серицит, кварц. Порода серая, тёмно-серая, желтоватая, иногда с пятнами красного цвета.